# Denticrytea melanoloba
Denticrytea melanoloba är en stekelart som beskrevs av Heinrich 1968. Denticrytea melanoloba ingår i släktet Denticrytea och familjen brokparasitsteklar. Inga underarter finns listade i Catalogue of Life.